# نجم أباد (غناباد)
نجم‌ أباد (بالفارسية: نجم‌آباد) هي قرية تقع في قسم كاخك الريفي في إيران. يقدر عدد سكانها بـ 112 نسمة .